# Elongație (astronomie)

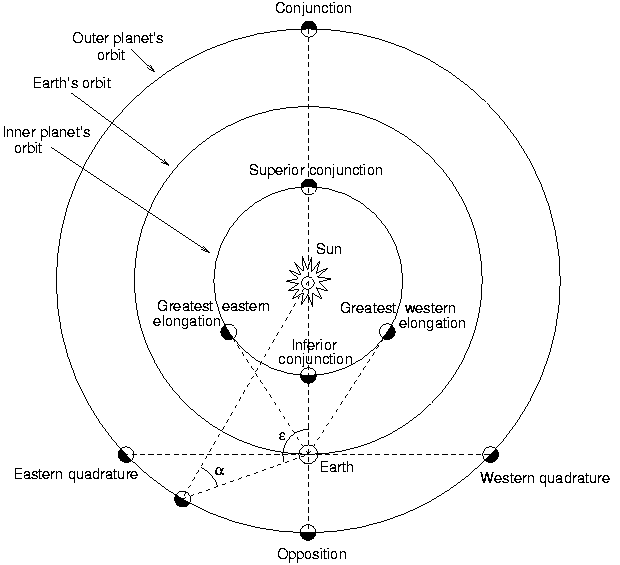
Această diagramă arată elongaţiile (sau unghiurile) poziţiei Pământului faţă de la Soare.

În astronomie, elongația unei planete este unghiul dintre Soare și planetă, așa cum se observă de pe Pământ.
Atunci când o planetă inferioară este vizibilă după apus înseamnă că este aproape de elongația maximă estică. Atunci când o planetă inferioară este vizibilă înainte de răsăritul Soarelui atunci ea este aproape de elongația maximă vestică. Valoarea elongației maxime (estică sau vestică) pentru Mercur este între 18° și 28° și pentru Venus între 45° și 47°. 
Durata T a unei elongații pentru o planetă se determină cu formula:
{\displaystyle T={2\pi  \over \omega }={2\pi  \over \omega _{p}-\omega _{e}}={2\pi  \over {2\pi  \over T_{p}}-{2\pi  \over T_{e}}}={T_{e} \over {T_{e} \over T_{p}}-1}}
unde: 
- ωe este viteza unghiulară a Pământului;
- ωp  este viteza unghiulară a planetei;

- Te anul terestru, perioada de rotație a Pământului în jurul Soarelui
- Tp perioada de rotație a planetei în jurul Soarelui, numită și perioada siderală

De exemplu perioada siderală pentru Venus este de 225 zile (an venusian), iar pentru Pământ este de 365 zile (anul terestru).